# Pijpelheide

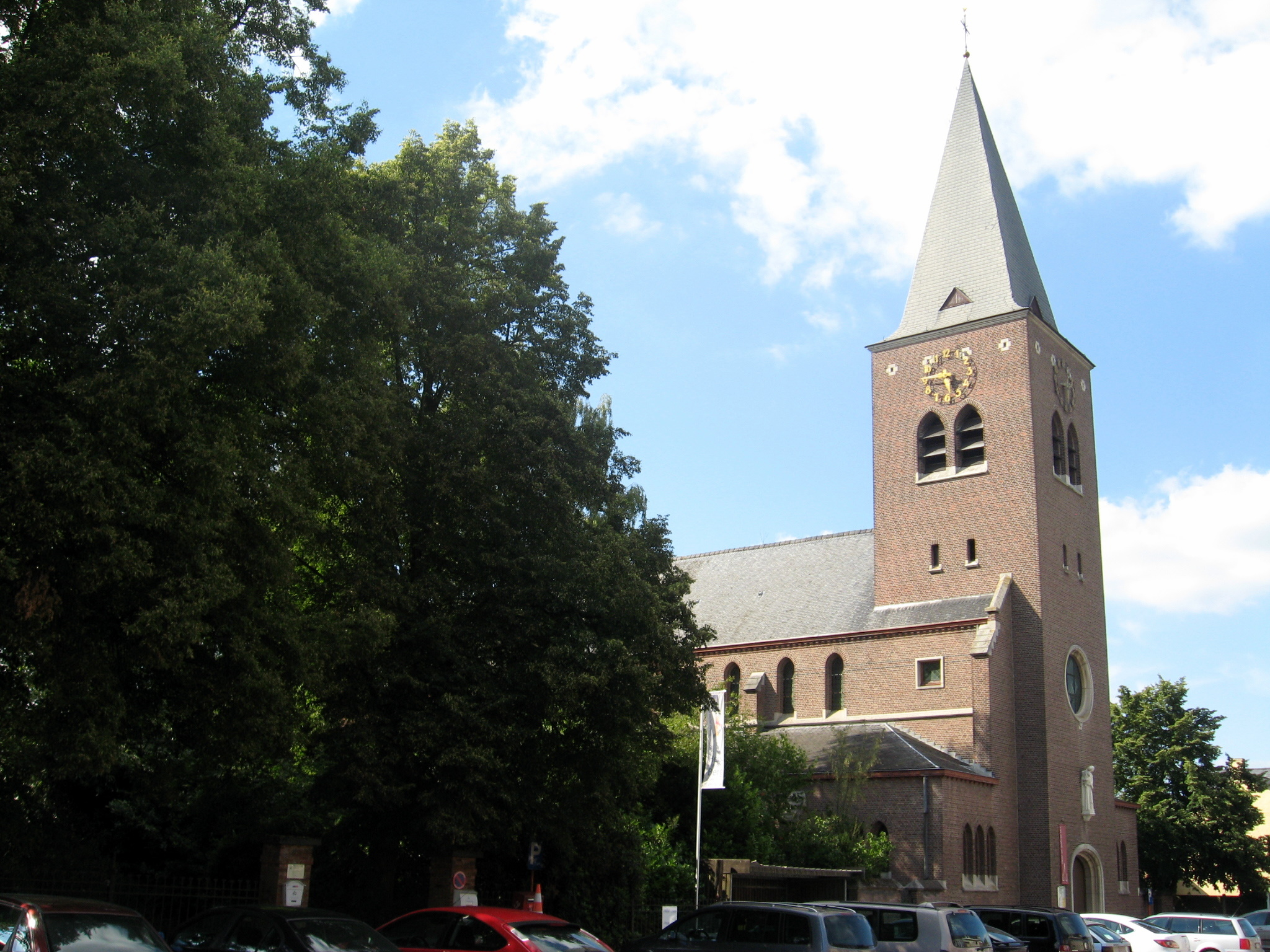
Zicht op de kerk

Pijpelheide is een kerkdorp in Booischot, een deelgemeente van Heist-op-den-Berg.
In 1864 werd in de nabijheid van Pijpelheide het Station Booischot geopend en daardoor groeide het plaatsje.
Pijpelheide werd een zelfstandige parochie in 1875. Voor de industriële revolutie was het een groot heidegebied, vandaar de naam.
- De Onze-Lieve-Vrouw en Sint-Jozefkerk is de kerk van Pijpelheide.

## Nabijgelegen kernen
Schriek, Heist-Goor, Booischot, Houtvenne, Begijnendijk, Grootlo